# Levet
Levet é uma comuna francesa na região administrativa do Centro, no departamento Cher. Estende-se por uma área de 25,81 km². Em 2010 a comuna tinha 1 428 habitantes (densidade: 55,3 hab./km²).